# مورتن فرندروپ
مورتن فرندروپ (انگلیسی: Morten Frendrup؛ زادهٔ ۷ آوریل ۲۰۰۱) بازیکن فوتبال اهل دانمارک است.
از باشگاه‌هایی که در آن بازی کرده‌است می‌توان به باشگاه فوتبال بروندبی اشاره کرد.

## دوران ملی
وی همچنین در تیم‌های ملی فوتبال زیر ۱۶ سال، زیر ۱۷ سال، زیر ۱۸ سال، زیر ۱۹ سال و زیر ۲۱ سال دانمارک بازی کرده‌است.